# Paul Schlegel
Paul Schlegel (* 30. Dezember 1964 in Grabs) ist ein Schweizer Unternehmer und ehemaliger Politiker (FDP). Er war Parlamentarier und Präsident des St. Galler Kantonsrats. Heute ist er Vizepräsident des Vierländerregion Bodensee Botschafterclubs, der die grenzüberschreitende Zusammenarbeit in der Bodenseeregion fördert. Als Stratege ist er in mehreren Stiftungsräten und Unternehmungsführungen aktiv.  

## Leben
Paul Schlegel wuchs an seinem Geburtsort Grabs auf. Seine schulische Laufbahn begann 1971 an der Primarschule Grabserberg in Grabs und Buchs, worauf die Sekundarschule in Buchs folgte, die er 1978 abschloss. Im Jahr 1980 begann er eine Ausbildung zum Detailhandelsfachmann bei der Migros Ostschweiz, welche er erfolgreich beendete.
Seine berufliche Karriere startete Schlegel 1980 bei der Migros. 1987 wechselte er zur Winterthur Leben Versicherungsgesellschaft (später AXA). 1993 erhielt er das Diplom zum Eidgenössischen Versicherungsfachmann. Zwischen 1990 und 1997 absolvierte er verschiedene Ausbildungen in den Bereichen Sozialversicherungen, Steuern, Immobilien und Recht.
Schlegel ist verheiratet mit Marlene Schlegel-Berger (* 1963). Gemeinsam haben sie zwei Kinder, geboren 1995 und 2001. Seine Mutter, Elisabeth Schlegel, geborene Stricker, wurde am 17. Oktober 1947 geboren, sein Vater Andreas Schlegel lebte vom 23. September 1940 bis Januar 1980.
Schlegel lebt in Grabs und bleibt durch seine unternehmerischen Aktivitäten und sein soziales Engagement eine Persönlichkeit in der Ostschweiz und in der Vierländerregion Bodensee.

## Politik und Engagement
Schlegel war Politiker der Freisinnig-Demokratischen Partei (FDP) des Kantons St. Gallen. Vom 29. November 1998 bis zum 31. Mai 2015 war er Mitglied des St. Galler Kantonsrats. Paul Schlegel amtete als Kantonsratspräsident des Kantons St. Gallen und damit als «höchster St. Galler» vom 2. Juni 2014 bis zum 31. Mai 2015.
Zentrale Anliegen seiner politischen Arbeit waren die Entwicklung des Spitals Grabs, des NTB (heute OST – Ostschweizer Fachhochschule) in Buchs und des Landwirtschaftlichen Kompetenzzentrums in Salez. Zusätzlich hatte er den Vorsitz für die Planung einer Landesausstellung in der Ostschweiz 2027 inne.

## Unternehmer
Neben seiner politischen Karriere ist Schlegel als Unternehmer tätig. Seit 1997 ist er in den Bereichen Treuhand, Immobilien, Versicherungen, Finanzen und Steuern aktiv. Er ist Inhaber der Kanzlei Rhi Plus in Buchs SG (seit 2015) und der Orgenta1 Immobilienbüro und Arealentwicklung in Buchs SG (seit 2020).
Seit 2010 ist Schlegel Mitglied der privatrechtlichen Aktiengesellschaften Schweiz (VPAG) und vertritt den Kanton St. Gallen im Bereich Steuern.
Er ist seit 2012 Stiftungsratspräsident des Grünen Golf Gams-Werdenberg.
Schlegel ist Vizepräsident des Vierländerregion Bodensee Botschafterclubs e. V., der die grenzüberschreitende Zusammenarbeit in der Bodenseeregion fördert. Er organisierte das 20-jährige Jubiläum des Vierländerregion-Botschafterclubs Bodensee auf der Insel Mainau.
Er ist zudem Vizepräsident der Stiftung Simpera, die derzeit rund 23 Hunde für Assistenzprogramme hält und Menschen mit Beeinträchtigungen unterstützt. Die Stiftung plant den Ausbau ihrer Ausbildungsstandorte.